# Parastegana maculipennis
Parastegana maculipennis är en tvåvingeart som först beskrevs av Toyohi Okada 1971.  Parastegana maculipennis ingår i släktet Parastegana och familjen daggflugor.
Artens utbredningsområde är Taiwan. Inga underarter finns listade i Catalogue of Life.